# Vieux (Tarn)
Vieux è un comune francese di 177 abitanti situato nel dipartimento del Tarn nella regione dell'Occitania.

## Società

### Evoluzione demografica
Abitanti censiti